# Ospina (Nariño)
Ospina é um município da Colômbia, localizado no departamento de Nariño.